# Marcelo Henrique Câmara
Marcelo Henrique Câmara (Florianópolis, 28 de junho de 1979 – 20 de março de 2008), conhecido por Marcelo Câmara, foi um advogado, promotor público e professor universitário brasileiro que faleceu aos 28 anos com fama de santidade. Era membro supernumerário do Opus Dei. Atualmente Marcelo Câmara tem o título de Servo de Deus.
Fiel católico, na época em que era estudante universitario participou ativamente do Movimento de Emaús e mais tarde pediu a admissão no Opus Dei como  supernumerário. Depois de quatro anos de luta contra um linfoma linfoblástico (Linfoma não-Hodgkin), faleceu em 2008.
O processo de estudo para a sua beatificação foi aberto em 2019 pela Arquidiocese de Florianópolis. O processo encerrou sua fase diocesana em 2024 e atualmente está em andamento a fase romana. Seu nome completo era Marcelo Henrique Câmara, e era conhecido como Marcelo Câmara ou Marcelinho.

## Biografia
Marcelo Henrique Câmara nasceu no dia 28 de junho de 1979 na cidade de Florianópolis, onde morou toda sua vida. Recebeu o batismo no dia 11 de agosto. Era o filho mais velho de Julio Carlos Richard Câmara e Leatrice Pavan, de quem recebeu excelente educação. O pai, sendo filho de militar, transmitiu-lhe regras de bom comportamento e ordem. A mãe, professora, teve influência direta no processo de educação do filho.
Desde muito cedo (por volta de 6 anos de idade), interessava-se por assuntos voltados ao bem comum (governo da cidade, bem estar do próximo), manifestando pensamentos ideais e praticando pequenas ações virtuosas.
Marcelo viveu em companhia dos pais até os 10 anos, quando enfrentou a separação dos pais. O fim do casamento dos pais em 1989 provocou uma grande mudança na sua personalidade. Marcelinho, de apenas 10 anos, foi morar com a mãe e com o único irmão, Murilo Eduardo, e passou a ter atitudes de um verdadeiro adulto na condução da família e sentindo-se responsável pelo futuro dos familiares.
Apesar da separação do casal, o pai manteve contato frequente com os filhos, acompanhando o crescimento e estimulando a formação. Com o auxílio da madrinha de batismo de Marcelo, procurava manter nos filhos, pelo menos, o compromisso da Santa Missa dominical. Recebeu a Primeira Eucaristia em julho de 1991.

## Carreira acadêmica e profissional
Dotado de inteligência ímpar e rara eloquência, características marcantes em sua pessoa, a dedicação aos estudos rendeu a Marcelo uma notável formação. Era considerado aluno exemplar no primeiro e segundo graus tendo, inclusive, assumido o compromisso de ser orador da turma na formatura do 1º grau em 1993, no colégio Alferes Tiradentes, obrigação que somente não conseguiu cumprir por ter fraturado a perna jogando futebol no dia da formatura.
Passou na primeira tentativa no concorrido vestibular da Universidade Federal de Santa Catarina (UFSC), ingressando no Curso de Direito em março de 1997. Concluiu os estudos em dezembro de 2001 e obteve o grau de Bacharel em fevereiro de 2002, quando novamente foi indicado para ser o orador da turma na cerimônia de formatura.
Durante a graduação, nos anos de 2000 e 2001, estagiou na Procuradoria da República no Estado de Santa Catarina, mediante concurso. No final do ano de 2002 participou do processo seletivo para o curso de Mestrado em Direito da UFSC, obtendo, mais uma vez, excelente colocação. Iniciou os estudos em março de 2003 e defendou a dissertação em exíguo prazo, em julho de 2004.
Nos anos de 2003 e 2004 atuou como professor substituto da UFSC nos cursos de Direito e Economia. Em 2004 foi contratado pelo curso de Direito do Instituto de Ensino Superior da Grande Florianópolis (IES) e Faculdade de Santa Catarina (FASC).

## Conversão

### O Movimento de Emaús
A paixão pelo saber e a busca de uma intensa formação intelectual foram catalisadas pelo profundo processo de conversão interior de Marcelo, que se iniciou no segundo semestre da faculdade. Nessa época, a convite do Monsenhor Francisco de Sales Bianchini (então diretor espiritual do Movimento de Emaús em Florianópolis) participou do Curso de Valores Humanos e Cristãos do Emaús.
Assim, o 50º Curso Masculino de Emaús, realizado de 28 a 31 de agosto de 1997 proporcionou-lhe um chamado a dar um sentido novo à sua existência e à sua busca intelectual . Durante esse encontro recebeu o sacramento do Crisma, tendo por padrinho o Monsenhor Bianchini.
No ano 2000 foi convidado pelo Pe. Márcio Alexandre Vignoli para exercer o Ministério Extraordinário da Sagrada Comunhão na Paróquia Sagrado Coração de Jesus nos Ingleses, onde residia. Auxiliou nos trabalhos de catequese com jovens e adultos, e na organização de eventos litúrgicos como vigílias ao Santíssimo, Cerco de Jericó, celebrações de Natal e da Paixão de Cristo, atuando como coordenador dos ministros até o seu afastamento em virtude da doença.
Cogitou uma possível vocação sacerdotal durante a época da faculdade, mas decidiu seguir a carreira de Promotor de Justiça, em conjunto com sua grande paixão, a docência.

### Encontro com o Opus Dei
No ano de 1998 foi convidado por um amigo do Movimento de Emaús para participar de uma palestra ministrada por um membro do Opus Dei. Começou a participar dos encontros de formação oferecidos.  Marcelo passou a buscar a formação espiritual e doutrinal no Opus Dei, sendo que as palestras que eram ministradas mensalmente em São José, passaram a se realizar em Florianópolis, no salão do edifício da sua avó paterna, dona Mary.
Assim, ao mesmo tempo em que continuava com o firme apostolado junto ao Movimento de Emaús e com o auxílio na pastoral da Paróquia dos Ingleses, foi conhecendo a vida de São Josemaria Escrivá e o espírito do Opus Dei através das palestras, convívios de formação, retiros espirituais e direção espiritual.
Marcelo marcou profundamente as pessoas que com ele conviveram, não somente pelo seu conhecimento incomum, mas por não se importar em “gastar” tempo com os familiares, colegas de trabalho, alunos e amigos. Assim, além da sua completa dedicação ao trabalho profissional e religioso, são características marcantes do seu ser, a palavra acolhedora, o sorriso encantador, o companheirismo, a disposição em ajudar, a riqueza de sentimentos em seu coração, sem contar a fé viva e inabalável, o intenso amor a Deus. Pe. Vitor Feller, vigário-geral da Arquidiocese de Florianópolis e professor na Faculdade Católica de Santa Catarina (FACASC) vê na figura de Marcelo Câmara a confirmação de que “é possível ser jovem e ser santo”.

## Doença e morte

### Diagnóstico e tratamento
Enfrentou uma dura provação a partir de setembro de 2004, quando, subitamente, perdeu os movimentos das pernas necessitando ser internado, com urgência. Nesta ocasião, recebeu o diagnóstico de linfoma linfoblástico (Linfoma não-Hodgkin), um tipo de câncer que se origina no sistema linfático, disseminando tumores que se desenvolvem, principalmente, no tórax (região denominada mediastino).
Com o auxílio incansável da família e dos amigos, com a confiança filial na Providência Divina, enfrentou com surpreendente e contagiante serenidade o longo processo de luta pela vida, que durou cerca de 4 anos, realizando muitos exames e coletas de sangue, quimioterapia e radioterapia, experimentando medicamentos e tratamentos, submetendo-se a prolongadas internações e até a um auto transplante de medula óssea em novembro de 2007, quando a doença já havia atingido a corrente sanguínea, sendo diagnosticada a leucemia.
Entre agravamentos da doença e melhoras no quadro, no hospital ou em casa, era atendido semanalmente por um sacerdote e um numerário do Opus Dei. Marcelo não se deixou abalar pelo sofrimento e pela dor física e emocional de ver os entes queridos padecerem, transformando-os, como tudo em sua vida, em local de encontro profundo com o Senhor. Jamais se queixou de algo no longo processo de enfrentamento da enfermidade.
Ofereceu a Deus a enfermidade e os sofrimentos que essa lhe proporcionava, unindo-os à Cruz de Cristo, pela conversão dos parentes e amigos, bem como por todas as vocações da Igreja: sacerdotes, religiosos e leigos, pais e mães de família. Aceitou a doença como expressão misteriosa da vontade de Deus para o seu bem e para o bem de todos.
Marcelo Câmara já lutava contra a doença em 2006, quando foi aprovado no XXXII Concurso Público de Ingresso na Carreira do Ministério Público de Santa Catarina (MPSC). Ele tomou posse na Instituição em março de 2007.
Contudo, em virtude da piora do estado de saúde, Marcelo somente pôde atuar como Promotor de Justiça por cerca de 90 dias, tempo suficiente para demonstrar sua acurada consciência profissional (muitas vezes trabalhando além do expediente para dar conta do volume excessivo de trabalho), o otimismo que o mantinha sereno e confiante ante os desafios e o cotidiano penoso da Vara Criminal de São José (considerada uma das mais volumosas do Estado), e, sobretudo, seu profundo amor ao ser humano, a quem enxergava a imagem do Senhor.

### Falecimento
Em fevereiro de 2008 Marcelinho foi internado pela última vez. Nos últimos dias de vida, enquanto ainda estava consciente, ofereceu o sacrifício da dor contundente ao rejeitar doses da medicação analgésica. E assim, no dia 20 de março de 2008, em uma Quinta-feira Santa, exatamente um ano após sua nomeação como Promotor de Justiça, veio a falecer, sendo sepultado na Sexta-Feira Santa, no Cemitério São Francisco de Assis (bairro de Itacorubi).
Na Missa de sétimo dia, Monsenhor Francisco de Sales Bianchini (1925-2010) aconselhou os presentes a não rezar pelo Marcelo, mas sim, a pedir sua intercessão junto a Deus, porque era verdadeiramente um santo.

## Beatificação

### Fama de santidade
No dia 20 de março de 2018 foi celebrada a Missa de 10 anos de falecimento do Marcelo, presidida pelo arcebispo na Catedral de Florianópolis, e publicada a 1ª edição da biografia. No dia 26 de junho do mesmo ano, o Vigário Geral do Opus Dei no Brasil atestou sua fama de santidade. 
Além do Brasil, a fama de santidade do Marcelo se difundiu por muitos países e já há registros de favores conseguidos através da sua intercessão nos cinco continentes, em países como Japão, Austrália, Índia, África do Sul, Quênia, Portugal, Espanha, Polônia, Alemanha, Estados Unidos, México, Chile e Argentina.

### Abertura do processo
Em 4 de outubro foi criada a Associação Marcelo Henrique Câmara, uma associação privada de fiéis da Arquidiocese de Florianópolis. No dia 25 de novembro de 2018 foi feita oficialmente a entrega do pedido de abertura (libelo de súplica) do processo de beatificação do Marcelo Câmara.
No dia 29 de março de 2019 foi publicado o Edital do Libelo na Arquidiocese de Florianópolis, e em 14 de novembro a Congregação para a Causa dos Santos concedeu o nihil obstat para o início do processo.
Em 28 de fevereiro de 2020 foram exumados seus restos mortais e em 8 de março foi instaurado o Tribunal Eclesiástico para abertura da causa e traslado dos restos mortais para o Santuário do Sagrado Coração de Jesus, Florianópolis.

### Apoio do Ministério Público
Em fevereiro de 2024, o Procurador-Geral de Justiça Fábio de Souza Trajano e outros membros do Ministério Público de Santa Catarina (MPSC) manifestaram total apoio à causa de beatificação do ex-colega catarinense. Trajano acenou positivamente em relação ao apoio na divulgação do tema para amplo conhecimento interno e externo da trajetória de Marcelo Câmara que, segundo ele, representa uma fonte de inspiração e fé: "O MPSC está de portas abertas para ajudar a difundir essa bela história. A trajetória de um homem de fé que viu no Ministério Público o caminho para praticar o bem e defender suas convicções, como um homem da lei e, ao mesmo tempo, um servo de Deus".

### Encerramento da fase diocesana
No dia 20 de março de 2024 foi inaugurado o Memorial Marcelo Henrique Câmara, marcando os 16 anos de falecimento do Servo de Deus. No sábado da Oitava de Páscoa, dia 6 de abril de 2024, se celebrou a sessão solene de encerramento da fase arquidiocesana da causa de beatificação e canonização, seguida da Celebração Eucarística em Ação de graças pelos trabalhos do processo. O evento foi presidido pelo Arcebispo de Florianópolis Dom Wilson Tadeu Jönck, auxiliado pelo postulador diocesano Padre Vitor Feller e pelo postulador da fase romana Paolo Vilotta. 
Também participaram o Vigário Regional do Opus Dei no Brasil, Pe. Fábio Henrique Carvalheiro, e o Pe. Flavio Sampaio de Paiva, que acompanhou espiritualmente o Servo de Deus nos últimos anos de vida,  o Procurador-Geral de Justiça, Fábio de Souza Trajano, o Promotor de Justiça André Ghiggi Caetano da Silva, a Promotora de Justiça Márcia Aguiar Arend, a Promotora de Justiça Marina Modesto Rebelo, e outros antigos colegas de trabalho, felizes pela possibilidade de Câmara se tornar o primeiro Promotor de Justiça a ser canonizado.
Atualmente o processo começou a sua fase em Roma.

## Legado
Em 2022 o prefeito municipal de Florianópolis, através do decreto de lei n.º 18483/2022 anunciou que havia sancionado a lei aprovada pela Câmara Municipal de Vereadores da cidade, segundo a qual foi denominada Praça Marcelo Henrique Câmara o logradouro localizado na Rua Lázaro de Oliveira Souza com Rua Abel Alvarez Cabral Jr, situada no bairro Ingleses do Rio Vermelho. O decreto diz:
Um testemunho de vida cristã formidável para os tempos atuais. Jovem, leigo, professor, promotor de justiça, Marcelo Henrique Câmara deixou esta vida em 20 de março de 2008, uma Quinta-feira Santa, com fama de santidade.
Buscou santificar-se nos afazeres cotidianos, ordinários, em meio às realidades temporais, celebrando as alegrias e carregando as cruzes da sua existência, sobretudo identificando-se com o sofrimento redentor de Cristo no oferecimento da sua enfermidade (leucemia), vivida com alegria e paz cristã.
Sua vida retrata a essência da santidade como a abertura generosa e constante à graça de Deus, e nos abre os olhos para o verdadeiro milagre da caridade – realizar as atividades mais comuns, aparentemente sem qualquer transcendência, com o coração grande, voltado para Deus, conferindo-lhes, assim, valor de eternidade.
No começo deste terceiro milênio, em meio aos desafios de um mundo altamente materialista, individualista e secularizado, nos confirma que a santidade é um chamado para todos.

## Oração para a devocão ao Marcelo Câmara
A oração para a devoção privada ao Marcelo Câmara, com aprovação eclesiástica, é a seguinte:
Ó Deus, chamastes Marcelo Câmara a viver a sua juventude no seguimento de Cristo, abraçando com amor a Santa Cruz especialmente, através da enfermidade, vivida com alegria e paz cristã infundindo sentido redentor ao trabalho profissional e a todas as atividades da sua vida; e realizando um profundo apostolado, especialmente com os jovens.
Fazei que eu saiba também santificar todas as atividades e circunstâncias da minha vida e atrair para o amor de Jesus Cristo todos aqueles com que convivo e trabalho. Dignai-vos glorificar o vosso servo Marcelo Câmara e concedei-me por sua intercessão o favor que vos peço (peça-se). Amém.

Pai-nosso, Ave-Maria, Glória

## Biografia em desenho animado
Em 2023 o ilustrador Cristiano Chauí fez um desenho animado da vida do Marcelo Câmara usando a técnica Whiteboard.
Link ao vídeo